# Cena netto
Cena netto – cena bez podatku od towarów i usług (VAT).
Cenę netto można stosować w mowach między przedsiębiorcami, jednakże musi to być jednoznacznie zaznaczone w umowie, gdyż zgodnie z ustawą o cenach, co do zasady cena jest podawana wraz z podatkiem VAT.
Ceny netto nie wolno stosować w stosunku do konsumentów, gdyż jest to uznawane za nieuczciwą praktykę rynkową oraz czyn nieuczciwej konkurencji.